# Fekete szombat (Hongkong)
A fekete szombat (1983. szeptember 24.) annak a válsághelyzetnek az elnevezése, amikor a hongkongi dollár az addigi legalacsonyabb volt. Azon a napon 1 amerikai dollár = 9.6 hongkongi dollárt ért. Egy időre a hongkongi üzletek amerikai dollárban adták meg a termékek árát a hazai fizetőeszköz bizonytalan hullámzása miatt.

## Háttér
1974. november és 1983. október között Hongkongban lebegő árfolyamrendszer működött. A Hongkong Kínához való visszacsatolásával kapcsolatos politikai tárgyalások és Margaret Thatcher brit miniszterelnök Pekingbe látogatását követően a vevők bizalma 1982-ben lecsökkent. A Sino-British Joint Declaration elakadása szintén hozzájárult a pesszimista látásmódhoz. Ezen események összessége eredményezte a fekete szombatot.
Válaszul a kormány 1983. október 17-én rögzített árfolyamot vezetett be. A hongkongi dollár árfolyamát az amerikai dolláréhoz kötötték, hogy ezzel biztosítsák a hongkongi fizetőeszköz stabilitását.